# Monte Guardia
Il Monte Guardia è un rilievo dei monti Lucretili, nel Lazio, nella provincia di Roma, nel comune di San Polo dei Cavalieri.